# 귓바퀴

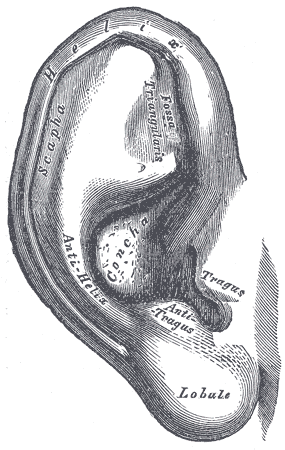

귓바퀴, 이개(耳介, auricle, auricula, pinna)는 머리 밖에 돌출된 귀의 보이는 부분이다. 소리를 한데 모아주는 기능을 한다.

## 임상적 중요성
- 외상[1]
- 감염[2]
- 사마귀[2]
- 켈로이드를 포함한 흉터[2]
- 낭포[3]
- 연성 섬유종[3]
- 일광화상, 동상[2]
- 욕창 (보청기를 잘못 끼어서 발생하는 경우가 많음)[2]
- 귀없음증 (귓바퀴 없음)[3]
- 소이증 (덜 발달된 귓바퀴)[3]
- 귓바퀴 앞 굴[4]
- 다모증 (털이 많은 귓바퀴)[2]
- 콜리플라워 이어[2]

## 같이 보기
- 귀걸이
- 피어싱